# جيري بروم
جيري بروم (بالإنجليزية: Jerry Broome)‏ هو ممثل أمريكي، ولد في 28 فبراير 1966 في واكو في الولايات المتحدة.

## وصلات خارجية
- الموقع الرسمي
- جيري بروم على موقع IMDb (الإنجليزية)
- جيري بروم على موقع أول موفي (الإنجليزية)